# Jesse Jackson
Jesse Louis Jackson (ur. 8 października 1941 w Greenville, Stany Zjednoczone) – amerykański polityk, działacz na rzecz praw obywatelskich i duchowny baptystyczny.